# La Lande-d'Airou
 La Lande-d'Airou  es una población y comuna francesa, situada en la región de Baja Normandía, departamento de Mancha, en el distrito de Saint-Lô y cantón de Villedieu-les-Poêles.

## Demografía
| 580 | 535 | 472 | 455 | 458 | 482 |
| Para los censos de 1962 a 1999 la población legal corresponde a la población sin duplicidades (Fuente: INSEE [Consultar]) |     |     |     |     |     |